# فردی کانن
فردریک "فردی" آنتونی کانن پیکاریلو (انگلیسی: Freddy Cannon؛ زادهٔ ۴ دسامبر ۱۹۴۰) یک موسیقی‌دان اهل ایالات متحده آمریکا است. وی از سال ۱۹۵۵ میلادی تاکنون مشغول فعالیت بوده‌است.